# Laura Robsonová
Laura Robsonová (* 21. ledna 1994 Melbourne) je bývalá britská profesionální tenistka hrající levou rukou, stříbrná olympijská medailistka ze smíšené čtyřhry londýnských her a vítězka juniorky Wimbledonu 2008. Na okruhu WTA Tour nevyhrála žádný turnaj. V rámci okruhu ITF získala tři tituly ve dvouhře a čtyři ve čtyřhře. Během kariéry ji doprovázela zranění, především levého zápěstí, které bylo operováno v dubnu 2014, s následnou opakovanou absencí na okruzích. Ukončení profesionální dráhy oznámila v květnu 2022.
Na žebříčku WTA byla nejvýše ve dvouhře klasifikována v červenci 2013 na 27. místě po osmifinále ve Wimbledonu a ve čtyřhře pak v březnu 2014 na 82. místě poté, co s Američankou Raymondovou odehrály finále na Miami Masters.
Narodila se v Austrálii, odkud s rodiči ve věku osmnácti měsíců odcestovala do Singapuru. Tam žila do šesti let, aby se poté rodina odstěhovala do Spojeného království, které začala reprezentovat. V roce 2012 ji Ženská tenisová asociace vyhlásila nováčkem roku. 
Po konci kariéry se stala tenisovou expertkou televizní stanice Eurosport. V roce 2024 byla ředitelkou travnatého Nottingham Open a v roce 2025 se stala ředitelkou obnovené ženské části Queen's Club Championships.

## Týmové soutěže
V britském fedcupovém týmu debutovala v roce 2012 základním blokem 1. skupiny zóny Evropy a Afriky proti Portugalsku, v němž vyhrály s Heather Watsonovou čtyřhru. Britky zvítězily 3:0 na zápasy. Naposledy reprezentovala v druhé světové baráži 2017 proti Rumunsku. V soutěži nastoupila k třinácti mezistátním utkáním s bilancí 4–2 ve dvouhře a 9–1 ve čtyřhře.
Velkou Británii reprezentovala na Letních olympijských hrách 2012 v Londýně, kde v ženské dvouhře startovala jako náhradnice po odstoupení Chorvatky Petry Martićové.. V úvodním kole přehrála Lucii Šafářovou a následně ji vyřadila třetí nasazená a pozdější finalistka Maria Šarapovová z Ruska. Do ženské čtyřhry nastoupila s Heather Watsonovou. Soutěž opustily po prohře v první fázi od pátého nasazeného páru Němek Angelique Kerberová a Sabine Lisická. Stříbrný kov pak vybojoval ve smíšené čtyřhry, v níž se objevila s Andym Murraym po obdržení divoké karty. Ve finále však nestačili na nejvýše nasazenou běloruskou dvojici Viktorii Azarenkovovou s Maxem Mirným, když o vítězích rozhodl až supertiebreak nejtěsnějším rozdílem dvou bodů.
Po boku Andyho Murrayho reprezentovala Velkou Británii na Hopmanově poháru 2010, kde vyhráli základní skupinu. Ve finále pak nestačili na Španělsko ve složení María José Martínezová Sánchezová a Tommy Robredo poměrem 1–2 na zápasy.

## Tenisová kariéra
Ve věku 14 let a 166 dnů vyhrála juniorskou dvouhru ve Wimbledonu 2008, když ve finále zdolala Thajku Noppavan Lertčívakarnovou ve třech sadách. Jako poražená finalistka odešla z juniorek Australian Open 2009 a 2010, když v prvním případě nestačila na Rusku Xenii Pervakovou a ve druhém pak na Češku Karolínu Plíškovou.

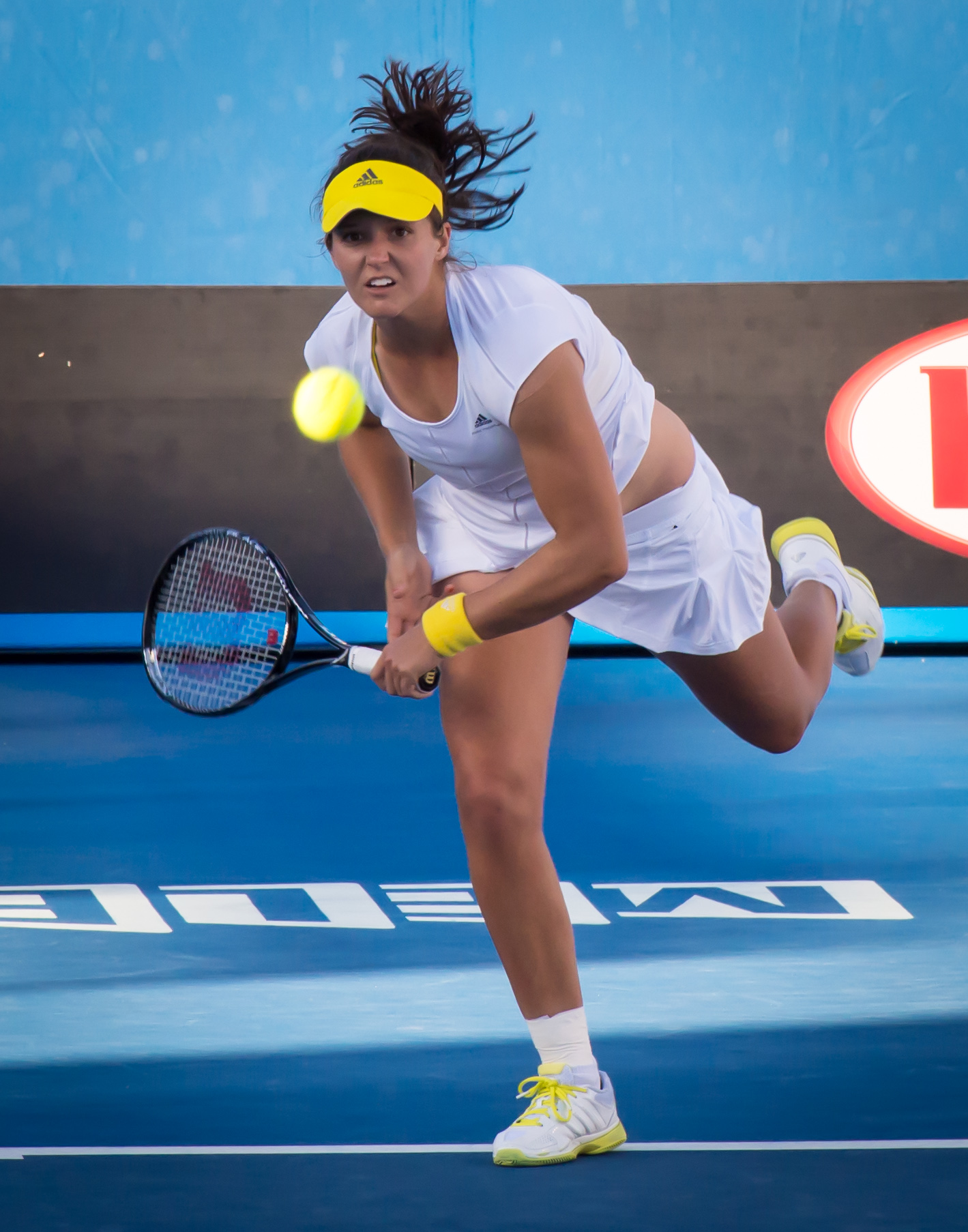
Podání ve třetím kole Australian Open 2013

Mezi dospělými debutovala v září 2008 na turnaji patřícím do okruhu ITF ve francouzském Limoges. Své první utkání na okruhu WTA Tour odehrála na turnaji Fortis Championships Luxembourg 2008, kam obdržela divokou kartu. V úvodním kole ji vyřadila Češka Iveta Benešová po třísetovém průběhu.
Debut v hlavní soutěži nejvyšší grandslamové kategorie zaznamenala v ženském singlu Wimbledonu 2009, kde získala divokou kartu. V první fázi však nenašla recept na slovenskou tenistku Danielu Hantuchovou, přestože získala úvodní sadu. Osmifinále si zahrála na US Open 2012, čímž se stala první Britkou od Sam Smithové a Wimbledonu 1998, které se podařilo postoupit do čtvrtého kola grandslamu. Ve druhém kole newyorského majoru vyřadila Kim Clijstersovou v posledním singlovém zápase kariéry Belgičanky. Poté poprvé v kariéře zdolala hráčku elitní světové desítky Li Na, aby skončila na raketě australské obhájkyně titulu Samanthy Stosurové. Výkon zopakovala ve Wimbledonu 2013, kde ji v osmifinále zastavila Estonka Kaia Kanepiová. Bodový zisk ji po turnaji posunul na kariérní žebříčkové maximum, když 8. července 2013 figurovala na 27. příčce jako první Britka v elitní světové třicítce od Jo Durieové a roku 1987.

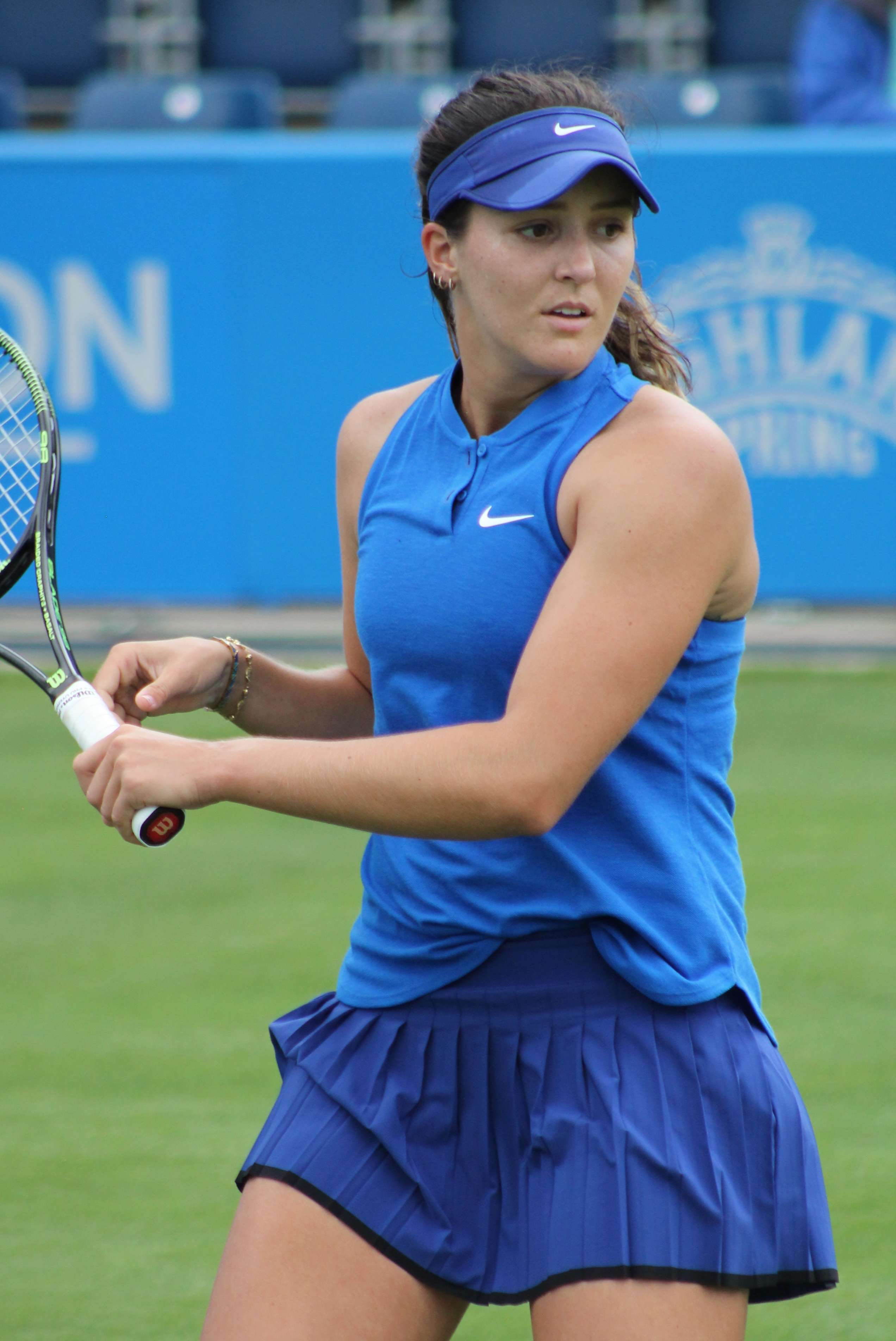
V kvalifikaci Birmingham Classic 2016 podlehla Siniakové

Premiérové finále na okruhu WTA Tour odehrála na zářijovém Guangzhou International Women's Open 2012 v čínském Kantonu, kde ve druhém kole vyřadila druhou nasazenou Číňanku Čeng Ťie a ve čtvrtfinále turnajovou sedmičku Pcheng Šuaj. Po semifinálové výhře nad třetí nasazenou Rumunkou Soranou Cîrsteaovou nestačila v závěrečném duelu na Tchajwanku Sie Šu-wej po třísetovém průběhu. Po boku Američanky Lisy Raymondové se probojovala do finále čtyřhry turnaje druhé nejvyšší kategorie WTA Premier Mandatory na březnovém Miami Masters v Key Byscaine. Ze zápasu odešly poraženy od páru Naděžda Petrovová a Katarina Srebotniková.
V polovině září 2017 odehrála turnaj ITF Red Rock Pro Open s dotací 60 tisíc dolarů v Las Vegas, kde s Belgičankou An-Sophie Mestachovou získala druhý deblový titul v této úrovni tenisu. V druhém kole dvouhry ji vyřadila Mexičanka Renata Zarazúová. Následně startovala v novomexickém Albuquerque a kalifornském Templetonu, aby se vrátila do Las Veges na odpočinek. V něm se 1. října zúčastnila country festivalu Route 91 Harvest, který se stal místem do té doby nejtragičtějšího útoku střelce ve Spojených státech s více než padesáti oběťmi a pěti sty zraněnými. Tenistka přežila nezraněna.

## Trenérské vedení
- Martijn Bok (2007–2010)
- Patrick Mouratoglou (2011)[19]
- Luke Milligan (2011–2012)
- Željko Krajan (2012–2013)[20]
- Miles Maclagan (2013)[21]
- Nick Saviano (2013)[22]
- Jesse Witten (2013)[22]
- Mauricio Hadad (2014–2016)[23]

## Finále na olympijských hrách

### Smíšená čtyřhra: 1 (0–1)
| Stal    | č. | datum         | turnaj                       | povrch | spoluhráč   | soupeři ve finále              | výsledek         |
| ------- | -- | ------------- | ---------------------------- | ------ | ----------- | ------------------------------ | ---------------- |
| Stříbro | 1. | 5. srpna 2012 | LOH – Londýn, Velká Británie | tráva  | Andy Murray | Viktoria Azarenková Max Mirnyj | 6–2, 3–6, [8–10] |

## Finále na okruhu WTA Tour
| Legenda                               |
| ------------------------------------- |
| D – dvouhra; Č – čtyřhra              |
| Grand Slam (0)                        |
| Turnaj mistryň (0)                    |
| Premier Mandatory & Premier 5 (0–1 Č) |
| Premier (0)                           |
| International (0–1 D, 0–1 Č)          |

### Dvouhra: 1 (0–1)
| Stav       | č. | datum         | turnaj       | kategorie     | povrch | soupeřka ve finále | výsledek      |
| ---------- | -- | ------------- | ------------ | ------------- | ------ | ------------------ | ------------- |
| Finalistka | 1. | 22. září 2012 | Kanton, Čína | International | tvrdý  | Sie Šu-wej         | 3–6, 7–5, 4–6 |

### Čtyřhra: 2 (0–2)
| Stav       | č. | datum           | turnaj                         | kategorie         | povrch | spoluhráčka     | soupeřky ve finále                      | výsledek         |
| ---------- | -- | --------------- | ------------------------------ | ----------------- | ------ | --------------- | --------------------------------------- | ---------------- |
| Finalistka | 1. | 31. března 2013 | Miami, Spojené státy           | Premier Mandatory | tvrdý  | Lisa Raymondová | Naděžda Petrovová Katarina Srebotniková | 1–6, 6–7(2–7)    |
| Finalistka | 2. | 18. června 2017 | Nottingham, Spojené království | International     | tráva  | Jocelyn Raeová  | Monique Adamczaková Storm Sandersová    | 4–6, 6–4, [4–10] |

## Finále na okruhu ITF
| Dotace turnajů okruhu ITF | Dotace turnajů okruhu ITF |
| ------------------------- | ------------------------- |
| 100 000 $ tournaments     | 80 000 $ tournaments      |
| 75 000 $ tournaments      | 60 000 $ tournaments      |
| 50 000 $ tournaments      | 25 000 $ tournaments      |
| 15 000 $ tournaments      | 10 000 $ tournaments      |

### Dvouhra: 4 (3–1)
| Stav       | č. | datum             | turnaj                         | povrch  | soupeřka ve finále  | výsledek      |
| ---------- | -- | ----------------- | ------------------------------ | ------- | ------------------- | ------------- |
| Vítězka    | 1. | 3. listopadu 2008 | Sunderland, Spojené království | tvrdý   | Samantha Vickersová | 6–3, 6–2      |
| Finalistka | 1. | 11. července 2011 | Woking, Spojené království     | tvrdý   | Johanna Kontaová    | 4–6, 1–1skreč |
| Vítězka    | 2. | 14. srpna 2016    | Landisville, Spojené státy     | tvrdý   | Julia Elbabová      | 6–0, 6–0      |
| Vítězka    | 3. | 21. května 2017   | Kurume, Japonsko               | koberec | Katie Boulterová    | 6–3, 6–4      |

### Čtyřhra: 9 (4–5)
| Stav       | č. | datum             | turnaj                         | povrch | spoluhráčka          | soupeřky ve finále                    | výsledek           |
| ---------- | -- | ----------------- | ------------------------------ | ------ | -------------------- | ------------------------------------- | ------------------ |
| Finalistka | 1. | 9. června 2012    | Nottingham, Spojené království | tráva  | Heather Watsonová    | Eleni Daniilidou Casey Dellacquová    | 4–6, 2–6           |
| Finalistka | 2. | 25. července 2015 | Granby, Kanada                 | tvrdý  | Erin Routliffeová    | Jessica Mooreová Storm Sandersová     | 5–7, 2–6           |
| Vítězka    | 1. | 14. srpna 2016    | Landisville, Spojené státy     | tvrdý  | Freya Christieová    | Elise Mertensová An-Sophie Mestachová | 6–3, 6–4           |
| Finalistka | 3. | 8. dubna 2017     | Istanbul, Turecko              | tvrdý  | Freya Christieová    | Olga Dorošinová Polina Monovová       | 3–6, 2–6           |
| Vítězka    | 4. | 17. září 2017     | Las Vegas, Spojené státy       | tvrdý  | An-Sophie Mestachová | Sophie Changová Alexandra Muellerová  | 7–6(9–7), 7–6(7–2) |
| Finalistka | 4. | říjen 2017        | Liou-čou, Čína                 | tvrdý  | Jacqueline Caková    | Chan Sin-jün Makoto Ninomijová        | 2–6, 6–7(3–7)      |
| Vítězka    | 3. | únor 2018         | Burnie, Austrálie              | tvrdý  | Vania Kingová        | Momoko Koboriová Čihiró Muramacuová   | 7–6(7–3), 6–1      |
| Finalistka | 5. | únor 2018         | Launceston, Austrálie          | tvrdý  | Valeria Savinychová  | Jessica Mooreová Ellen Perezová       | 6–7(5–7), 4–6      |
| Vítězka    | 4. | březen 2018       | Jokohama, Japonsko             | tvrdý  | Fanny Stollárová     | Momoko Koboriová Čihiró Muramacuová   | 5–7, 6–1, [10–4]   |

## Finále na juniorském Grand Slamu

### Dvouhra juniorek: 3 (1–2)
| Stav       | datum | turnaj          | povrch | soupeřka ve finále       | výsledek      |
| ---------- | ----- | --------------- | ------ | ------------------------ | ------------- |
| Vítězka    | 2008  | Wimbledon       | tráva  | Noppavan Lertčívakarnová | 6–3, 3–6, 6–1 |
| Finalistka | 2009  | Australian Open | tvrdý  | Xenija Pervaková         | 3–6, 1–6      |
| Finalistka | 2010  | Australian Open | tvrdý  | Karolína Plíšková        | 1–6, 6–7(5–7) |

## Postavení na konečném žebříčku WTA

### Dvouhra
| Rok    | 2008 | 2009   | 2010   | 2011   | 2012  | 2013  | 2014   | 2015   | 2016   | 2017   | 2018   | 2019–2022 |
| Pořadí | 524. | ▲ 403. | ▲ 217. | ▲ 133. | ▲ 53. | ▲ 46. | ▼ 951. | ▲ 558. | ▲ 220. | ▼ 251. | ▼ 435. | —         |

### Čtyřhra
| Rok    | 2008  | 2009   | 2010   | 2011   | 2012   | 2013  | 2014 | 2015 | 2016   | 2017   | 2018   | 2019–2022 |
| Pořadí | 1006. | ▲ 299. | ▲ 127. | ▼ 808. | ▲ 285. | ▲ 91. | —    | 291. | ▼ 492. | ▲ 113. | ▼ 255. | —         |